# Luzula alpina
Luzula alpina är en tågväxtart som beskrevs av David Heinrich Hoppe. Luzula alpina ingår i Frylesläktet som ingår i familjen tågväxter. Inga underarter finns listade i Catalogue of Life.